# Kup Zagrebačkog nogometnog saveza 2013./14.
Kup Zagrebačkog nogometnog saveza za sezonu 2013./14. je igran od rujna 2013. do svibnja 2014. godine. 
 U kupu nastupaju klubovi s područja Grada Zagreba, a pobjednik i finalist natjecanja natjecanja su stekli pravo nastupa u pretkolu Hrvatskog kupa u sezoni 2014./15. 

Kup je osvojio Lučko, pobijedivši u završnici  Ponikve iz Zagreba. 

## Sudionici
U natjecanju je sudjelovao 51 klub, prikazani prema pripadnosti ligama u sezoni 2013./14. 
| 1. HNL (I.) - Hrvatski dragovoljac Zagreb 2. HNL (II.) - Lučko - Sesvete - Rudeš Zagreb 3. HNL – Središte (III.) - Dubrava Zagreb - HAŠK Zagreb - Maksimir Zagreb - Špansko Zagreb - Trnje Zagreb - Vrapče Zagreb | 1. Zagrebačka liga (IV.) - Botinec Zagreb - Concordia Zagreb - Croatia Prigorje Sesvete - Dinamo Odranski Obrež - Ivanja Reka - Jarun Zagreb - Kustošija Zagreb - Nur Zagreb - Odra - Ponikve Zagreb - Prečko Zagreb - Sava Zagreb - Sesvetski Kraljevec (Sesvete) - Šparta Elektra Zagreb - Tekstilac-Ravnice Zagreb - Trešnjevka Zagreb | 2. Zagrebačka liga (V.) - Blato Zagreb - Brezovica - Čehi (Gornji Čehi) - Hrvatski Leskovac - Kašina - Mladost Buzin - Mladost Donji Dragonožec - Omladinac Odranski Strmec - Polet Sveta Klara (Zagreb) - Prigorje Markuševec (Zagreb) - Prigorje Žerjavinec - Sloga-Gredelj Zagreb - Studentski grad Zagreb - ZET Zagreb | 3. Zagrebačka liga (VI.) - Bukovac Zagreb - Gavran Zagreb - Horvati 1975 - Hrašće (Hrašće Turopoljsko) - Mala Mlaka - Podsused Zagreb - Sava Jakuševec (Zagreb) - Uljanik Zagreb - Zapruđe Zagreb - Zelengaj Zagreb nisu ligaški nastupili - Croatia 98 Zagreb |

## Rezultati

### 1. kolo
Igrano 4. rujna 2013. 
| klub1                       | klub2                        | rez.           |                                                |
| --------------------------- | ---------------------------- | -------------- | ---------------------------------------------- |
| Kašina                      | Prigorje Markuševec (Zagreb) | 1:1 (4:2 11 m) | Kašina prošla boljim izvođenjem jedanaesteraca |
| Croatia 98 Zagreb           | Hrvatski Leskovac            | 0:3 p.f.       | Hrvatski Leskovac prošao bez borbe             |
| Mala Mlaka                  | Polet Sveta Klara (Zagreb)   | 1:8            |                                                |
| Omladinac Odranski Strmec   | Čehi (Gornji Čehi)           | 2:1            |                                                |
| Podsused Zagreb             | Prigorje Žerjavinec          | 3:2            |                                                |
| Blato Zagreb                | Gavran Zagreb                | 4:2            |                                                |
| ZET Zagreb                  | Bukovac Zagreb               | 10:3           |                                                |
| Hrašće (Hrašće Turopoljsko) | Brezovica                    | 0:2            |                                                |
| Horvati 1975                | Mladost Donji Dragonožec     | 1:5            |                                                |
| Sava Jakuševec (Zagreb)     | Studentski grad Zagreb       | 0:3 p.f.       | Studentski grad prošao bez borbe               |
| Sloga-Gredelj Zagreb        | Uljanik Zagreb               | 9:2            |                                                |
| Mladost Buzin               | Zelengaj Zagreb              | 7:0            |                                                |
| Zapruđe Zagreb              | Zapruđe Zagreb               | Zapruđe Zagreb | slobodni                                       |

### 2. kolo
Igrano 18. rujna 2013. 
| klub1                      | klub2                         | rez.           |                                                   |
| -------------------------- | ----------------------------- | -------------- | ------------------------------------------------- |
| Kašina                     | Šparta Elektra Zagreb         | 0:6            |                                                   |
| Tekstilac-Ravnice Zagreb   | Ponikve Zagreb                | 0:1            |                                                   |
| Polet Sveta Klara (Zagreb) | Sesvetski Kraljevec (Sesvete) | 3:2            |                                                   |
| Podsused Zagreb            | Botinec Zagreb                | 2:1            |                                                   |
| Sava Zagreb                | Kustošija Zagreb              | 0:7            |                                                   |
| Hrvatski Leskovac          | Blato Zagreb                  | 3:2            |                                                   |
| ZET Zagreb                 | Concordia Zagreb              | 4:1            |                                                   |
| Brezovica                  | Jarun Zagreb                  | 1:1 (4:3 11 m) | Brezovica prošla boljim izvođenjem jedanaesteraca |
| Mladost Donji Dragonožec   | Odra                          | 4:3            |                                                   |
| Studentski grad Zagreb     | Omladinac Odranski Strmec     | 4:1            |                                                   |
| Sloga-Gredelj Zagreb       | Mladost Buzin                 | 0:1            |                                                   |
| Croatia Prigorje Sesvete   | Nur Zagreb                    | 2:1            |                                                   |
| Prečko Zagreb              | Trešnjevka Zagreb             | 1:2            |                                                   |
| Ivanja Reka                | Dinamo Odranski Obrež         | 4:2            |                                                   |

### 3. kolo
Igrano 2. i 16. listopada 2013. 
| klub1                      | klub2                    | rez.           |                                                  |
| -------------------------- | ------------------------ | -------------- | ------------------------------------------------ |
| Brezovica                  | Mladost Donji Dragonožec | 0:3            |                                                  |
| Podsused Zagreb            | ZET Zagreb               | 0:0 (4:3 11 m) | Podsused prošao boljim izvođenjem jedanaesteraca |
| Polet Sveta Klara (Zagreb) | Ponikve Zagreb           | 1:1 (5:6 11 m) | Ponikve prošle boljim izvođenjem jedanaesteraca  |
| Mladost Buzin              | Šparta Elektra Zagreb    | 2:5            |                                                  |
| Ivanja Reka                | Hrvatski Leskovac        | 0:2            |                                                  |
| Croatia Prigorje Sesvete   | Hrvatski Leskovac        | 5:2            |                                                  |
| Trešnjevka Zagreb          | Kustošija Zagreb         | 3:2            |                                                  |

### 4. kolo
Igrano 16. i 23. listopada 2013. 
| klub1                    | klub2                    | rez.            |          |
| ------------------------ | ------------------------ | --------------- | -------- |
| Hrvatski Leskovac        | Špansko Zagreb           | 2:1             |          |
| Dubrava Zagreb           | Maksimir Zagreb          | 4:1             |          |
| Ponikve Zagreb           | Vrapče Zagreb            | 2:0             |          |
| Mladost Donji Dragonožec | Trnje Zagreb             | 0:2             |          |
| Šparta Elektra Zagreb    | HAŠK Zagreb              | 1:2             |          |
| Trešnjevka Zagreb        | Croatia Prigorje Sesvete | 1:3             |          |
| Podsused Zagreb          | Podsused Zagreb          | Podsused Zagreb | slobodni |

### 5. kolo
Igrano 11. i 12. ožujka 2014.
| klub1                                                                                  | klub2                                                                                  | rez.                                                                                   |          |
| -------------------------------------------------------------------------------------- | -------------------------------------------------------------------------------------- | -------------------------------------------------------------------------------------- | -------- |
| Lučko                                                                                  | Sesvete                                                                                | 2:0                                                                                    |          |
| Dubrava Zagreb                                                                         | Podsused Zagreb                                                                        | 4:0                                                                                    |          |
| Rudeš Zagreb                                                                           | Hrvatski dragovoljac Zagreb                                                            | 2:1                                                                                    |          |
| Croatia Prigorje Sesvete, HAŠK Zagreb, Hrvatski Leskovac, Ponikve Zagreb, Trnje Zagreb | Croatia Prigorje Sesvete, HAŠK Zagreb, Hrvatski Leskovac, Ponikve Zagreb, Trnje Zagreb | Croatia Prigorje Sesvete, HAŠK Zagreb, Hrvatski Leskovac, Ponikve Zagreb, Trnje Zagreb | slobodni |

### Četvrtzavršnica
Igrano 9. travnja 2014.
| klub1                    | klub2          | rez. |  |
| ------------------------ | -------------- | ---- |  |
| Hrvatski Leskovac        | Lučko          | 0:2  |  |
| HAŠK Zagreb              | Rudeš Zagreb   | 1:4  |  |
| Ponikve Zagreb           | Trnje Zagreb   | 3:1  |  |
| Croatia Prigorje Sesvete | Dubrava Zagreb | 1:3  |  |

### Poluzavršnica
Igrano 13. i 14. svibnja 2014.
| klub1          | klub2          | rez.           |                                                 |
| -------------- | -------------- | -------------- | ----------------------------------------------- |
| Lučko          | Rudeš Zagreb   | 2:2 (4:2 11 m) | Lučko prošlo boljim izvođenjem jedanaesteraca   |
| Ponikve Zagreb | Dubrava Zagreb | 1:1 (4:3 11 m) | Ponikve prošle boljim izvođenjem jedanaesteraca |

### Završnica
Igrano 21. svibnja 2014.
| klub1 | klub2          | rez. |                            |
| ----- | -------------- | ---- | -------------------------- |
| Lučko | Ponikve Zagreb | 5:1  | Lučko pobjednik Kupa ZNS-a |

## Poveznice
- Zagrebački nogometni savez
- Kup Zagrebačkog nogometnog saveza